# Põhimaantee 1
De Põhimaantee 1 is een hoofdweg in Estland. De weg loopt van de hoofdstad Tallinn naar de stad Narva bij de grens met Rusland. Daarna loopt de weg verder als A-180 naar Sint-Petersburg. Het is een onderdeel van de Europese weg 20
De Põhimaantee 1 loopt vanaf Tallinn via Rakvere, Kohtla-Järve en Jõhvi naar Narva en loopt grotendeels langs de kust van de Finse Golf. De weg is 212,3 kilometer lang.

## Geschiedenis
In de tijd van de Sovjet-Unie was de Põhimaantee 1 onderdeel van de Russische M11. Deze weg liep van Sint-Petersburg naar Tallinn. Na de val van de Sovjet-Unie in 1991 en de daaropvolgende onafhankelijkheid van Estland werden de hoofdwegen omgenummerd om een logische nationale nummering te krijgen. De M11 kreeg het nummer 1.